# Schagonella
Schagonella es un género de foraminífero bentónico de la subfamilia Schwagerininae, de la familia Schwagerinidae, de la superfamilia Fusulinoidea, del suborden Fusulinina y del orden Fusulinida. Su especie tipo es Rugosofusulina cylindrica. Su rango cronoestratigráfico abarcaba desde el Kasimoviense hasta el Gzheliense (Carbonífero superior).

## Discusión
Clasificaciones más recientes incluyen Schagonella en la superfamilia Schwagerinoidea, y en la subclase Fusulinana de la clase Fusulinata. Algunas clasificaciones incluyen Schagonella en la subfamilia Rugosofusulininae y en la familia Rugosofusulinidae.

## Clasificación
Schagonella incluye a las siguientes especies:
- Schagonella amplissima †
- Schagonella cylindrica †
- Schagonella implexa †
- Schagonella ljakanica †
- Schagonella minor †
- Schagonella praevia †
  - Schagonella praevia orientale †
- Schagonella procera †
- Schagonella proimplexa †
- Schagonella setum †